# みつまJAPAN'
みつまJAPAN'（みつま じゃぱん、1969年5月1日 - ）は、日本のお笑い芸人である。本名、三津間 正晃（みつま まさあき）。
福島県二本松市出身。2009年からWAHAHA本舗のお笑いセクション「WAHAHA商店」に所属。身長149 cm、体重65 kg。血液型はO型。

## 経歴
1989年デビュー - デビュー当時は太田プロに所属し、芸名は三津間小太郎。松村邦洋の唯一の弟子だった。太田プロからアネットに移籍し、その後はフリーで活動した。
2007年1月1日 - 芸名を「みつまJAPAN'」（みつまJAPANの後に「'（ダッシュ）」）に改名したことをブログで発表した。
しばらく所属はフリーだったが、2008年1月からモノプロダクションに所属。
2009年1月1日 - 「みつまJAPAN'」から「美妻隆盛（みつまたかもり）」に改名した。また2009年から、脱退したよしえママ（現・よしえつねお）に代わり、WAHAHA商店のオカマトリオ「ラジークイーン」に正式に加入したが、僅か7か月で脱退。
2010年5月8日 - Twitter公式アカウントを新設した。
2010年5月 - 美妻隆盛から「みつまJAPAN'」に戻す。
これまでに使用した芸名は7つ（三津間正晃 → 三津間小太郎 → みつま小太郎 → 三津間JAPAN → みつまJAPAN → みつまJAPAN' → 美妻隆盛 → みつまJAPAN'）。
切れ味鋭いギャグが持ち味で子役の寺田心に似てる事もあり再ブレイクを模索中。野球日本代表「侍ジャパン」とTVアニメ「おそ松さん」のタイアップを企画するなどプロデューサーとしても活躍している。

### 主要なネタ
- 「まぁそんなこと、どうでもいいんですけどね」 - 右手を上下に振りながら言う。
- チキチキバンバン
- キラキラ体操
- 天童よしみのモノマネ
- 亀の話
- スーザン・ボイルのモノマネ
- 「非常に重要です」

## 出演番組

### テレビ
- ダウンタウンのガキの使いやあらへんで!!
- 銀河小説
- スーパーテレビ
- 平成あっぱれテレビ
- 山田邦子のしあわせにしてよ
- ジャングルTV 〜タモリの法則〜
- めちゃ²イケてるッ!
- SMAPのがんばりましょう
- 夢がMORI MORI
- 征服少年カトリ
- ナイナイナ
- タモリ倶楽部
- ウッチャンナンチャンの炎のチャレンジャーこれができたら100万円!! 2000年正月スペシャル
- 稲妻!ロンドンハーツ
- クリスマスキス〜イブに逢いましょう
- バリ3000

### ラジオ
- 松村邦洋のオールナイトニッポン（ニッポン放送）
- イングリーズの一発即発金曜日（文化放送）
- お笑いネタとこ勝負（ニッポン放送）
- わっしょい活き活きラジオ
- トンヒルのクソの役にも立たないラジオ!（BBstation：2009年3月4日（第17回）・2009年4月1日（第21回）放送分 ゲスト出演）

### 実績
- R-1ぐらんぷり2005出場（予選敗退）